# Cuerámaro (kommun)
Cuerámaro är en kommun i Mexiko.   Den ligger i delstaten Guanajuato, i den centrala delen av landet, 290 km väster om huvudstaden Mexico City.
Följande samhällen finns i Cuerámaro:
- Cuerámaro
- La Regalada
- Colonia Linda Vista
- Ejido Luz Mazas
- La Presita del Sauz de Cieneguilla
- Colonia San Miguel
- San José de Ramales
- La Nueva Esperanza
- El Nuevo Edén
- La Soledad
- 18 de Marzo
- Santa Rita
- Plan Sexenal
- Buenavista
- La Palma
- Fraccionamiento California